# Koenigsegg CC8S
Koenigsegg CC8S – hipersamochód skonstruowany i produkowany w latach 2002–2003 przez szwedzką markę Koenigsegg. Nadwozie 2-drzwiowego coupé i ramę wykonano z włókna węglowego i kevlaru. Do napędu użyto centralnie położonej jednostki V8 o pojemności 4,7 l generującej moc 664 KM. Cena w okresie produkcji wynosiła 350 000 $. Pojemność zbiornika paliwa to 80 l. Prędkość maksymalna pojazdu wynosi 388 km/h, przyspieszenie 0-100 km/h zaś 3,4 s.

## Dane techniczne

### Silnik
- V8 4,7 l, położony centralnie
- Moc maksymalna: 664 KM

### Osiągi
- Przyspieszenie 0-100 km/h: 3,4 s
- Prędkość maksymalna: 388 km/h

## Galeria obrazów

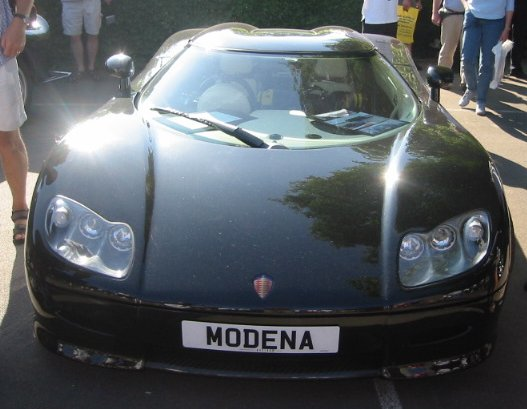
Przód Koenigsegga CC8S